# Überaugenwulst

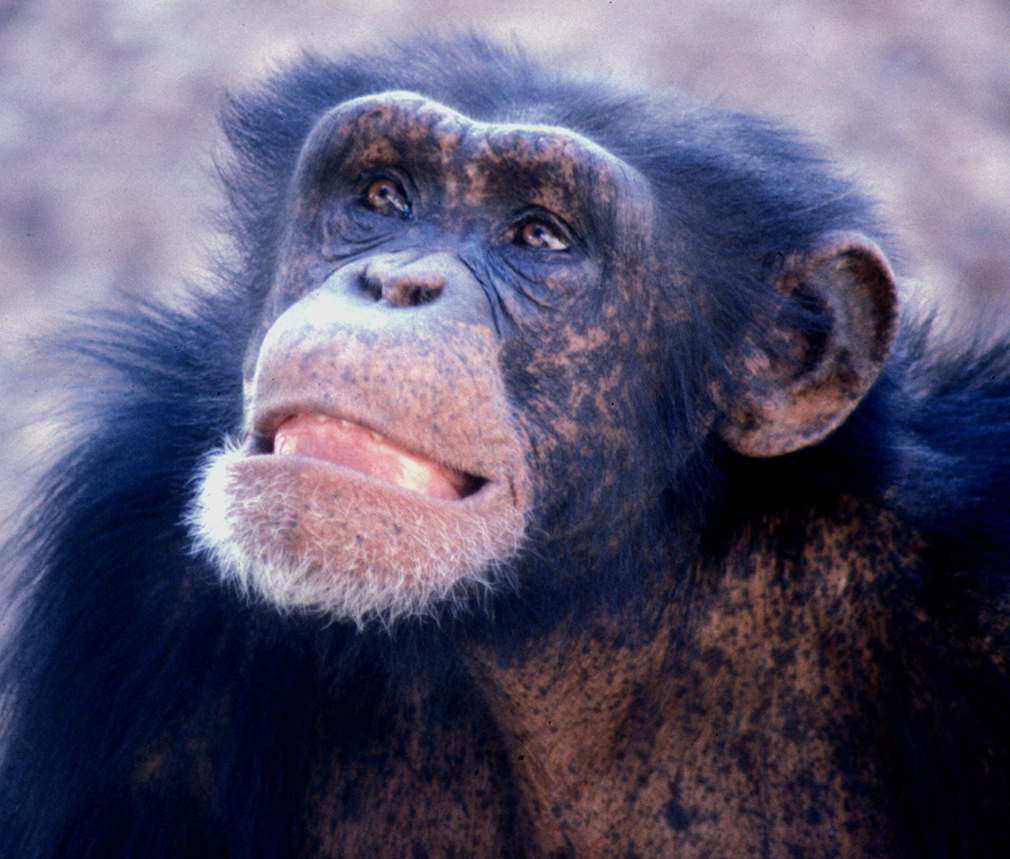
Überaugenwulst bei einem jungen Schimpansen

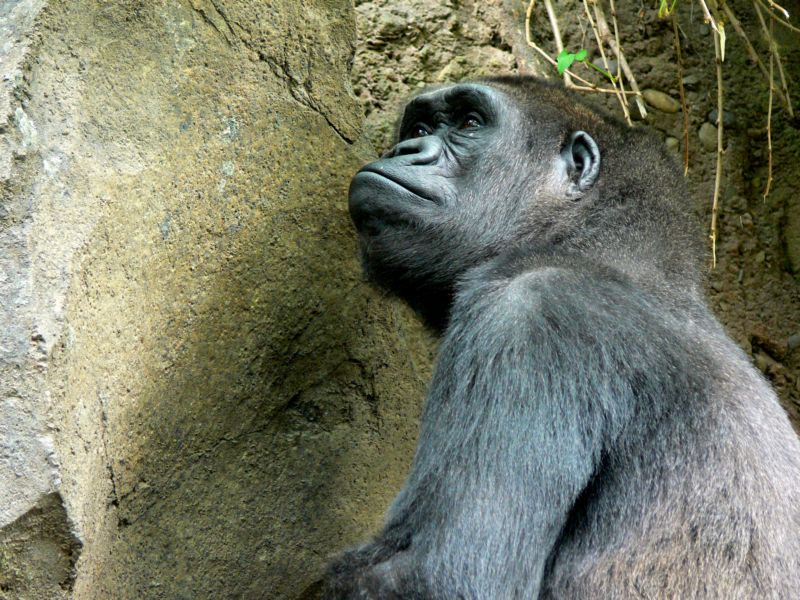
Überaugenwulst bei einem Gorilla

Als Überaugenwulst (Torus supraorbitalis, gelegentlich fälschlich auch: Augenbrauenwulst) wird eine horizontale, unmittelbar oberhalb der Augenhöhlen und der Nasenwurzel vorhandene Verdickung des Stirnbeins bezeichnet, die über der Nasenwurzel nicht unterbrochen ist. Dieser Knochenwulst ist ein auffälliges Merkmal am Schädel bei diversen Vor- und Urmenschen sowie bei einigen anderen Primaten wie den Schimpansen und den Gorillas.
Die Funktion des Überaugenwulstes ist nicht mit letzter Sicherheit geklärt. Da an ihm keine Muskeln ansetzen, wird diese Knochenverdickung meist als stabilisierende Anpassung gedeutet: Wenn der Schädel durch einen kräftigen Kauapparat hohem Kaudruck und dadurch starken statischen Belastungen ausgesetzt ist, wirke ein kräftiger Torus supraorbitalis einer möglichen Bruchgefahr entgegen. Auch wurde vermutet, die vorspringenden Knochen könnten ursprünglich ein Schutz für die Augen gewesen sein.
Dieser Interpretation wurde im Jahr 2018 allerdings widersprochen, da eine Computersimulation auf Grundlage des Schädels Kabwe 1 keine mechanischen Vorteile ergab. Der Anatom Paul O’Higgins vom Fachbereich Archäologie der University of York, Co-Autor der Simulation, mutmaßte, dass der Überaugenwulst möglicherweise ein soziales Signal sei, das Dominanz anzeige. Der Verlust des Überaugenwulstes beim anatomisch modernen Menschen (Homo sapiens) habe hingegen in Form von Augenbrauen-Bewegungen subtilere soziale Signale ermöglicht.
Bei vielen Menschen trägt das Stirnbein ebenfalls einen deutlichen Wulst oberhalb jedes Auges; allerdings werden diese beiden Augenbrauenbögen (Arcus superciliaris, auch: Augenbrauenwülste) oberhalb der Nasenwurzel durch die nicht wulstartig hervortretende und meist unbehaarte Glabella getrennt.
Beim Menschen treten Augenbrauenwülste hauptsächlich beim Mann auf. Grund dafür ist das Sexualhormon Testosteron, welches u. a. während der Pubertät dafür sorgt, dass sich die Gesichtsknochen verändern und es zur Herausbildung des Knochenwulstes kommen kann.

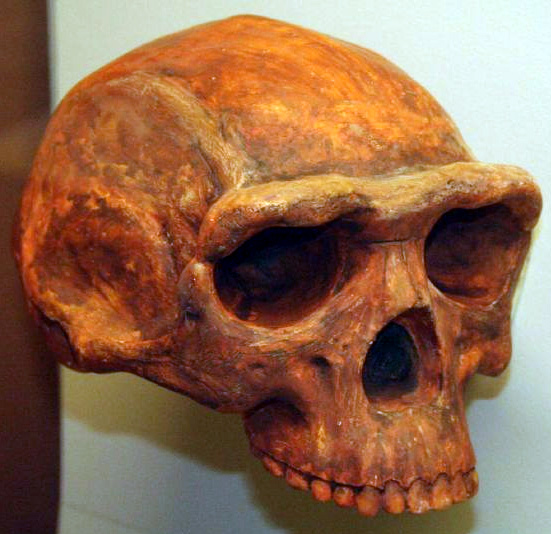
Überaugenwulst bei Homo erectus
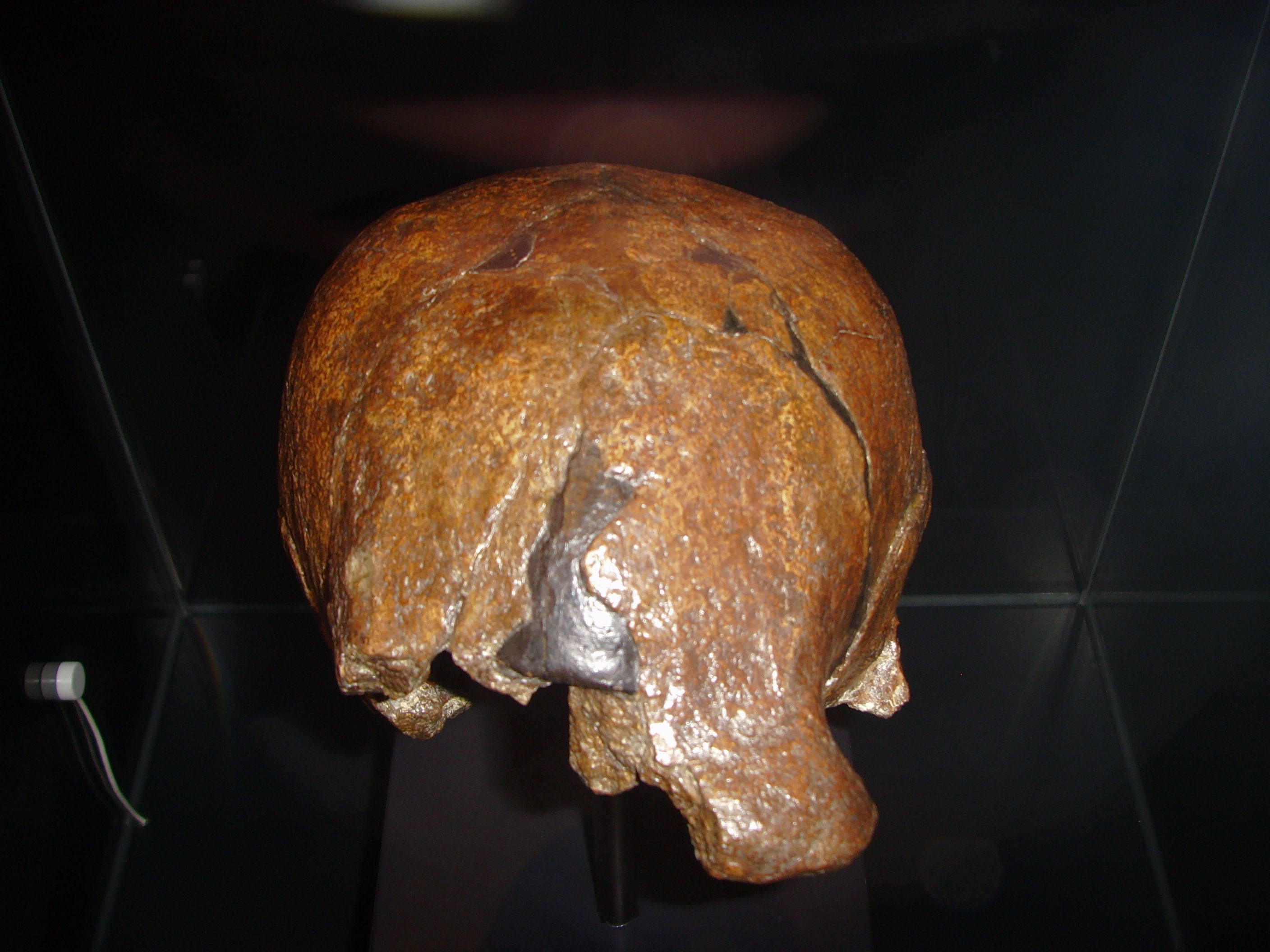
Fragment eines vorspringenden Überaugenwulsts beim Fossil Sangiran II
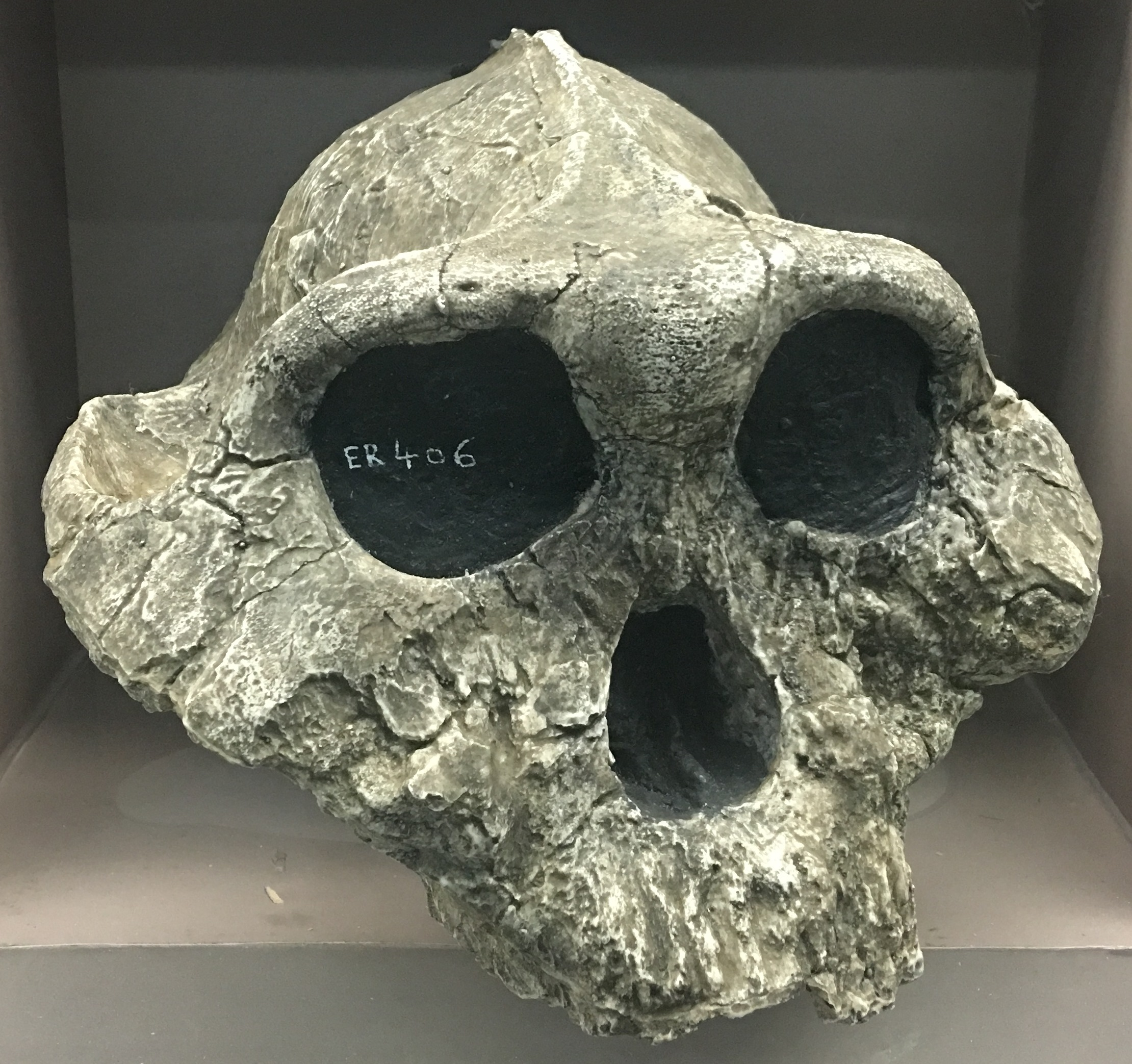
Überaugenwulst bei Paranthropus boisei
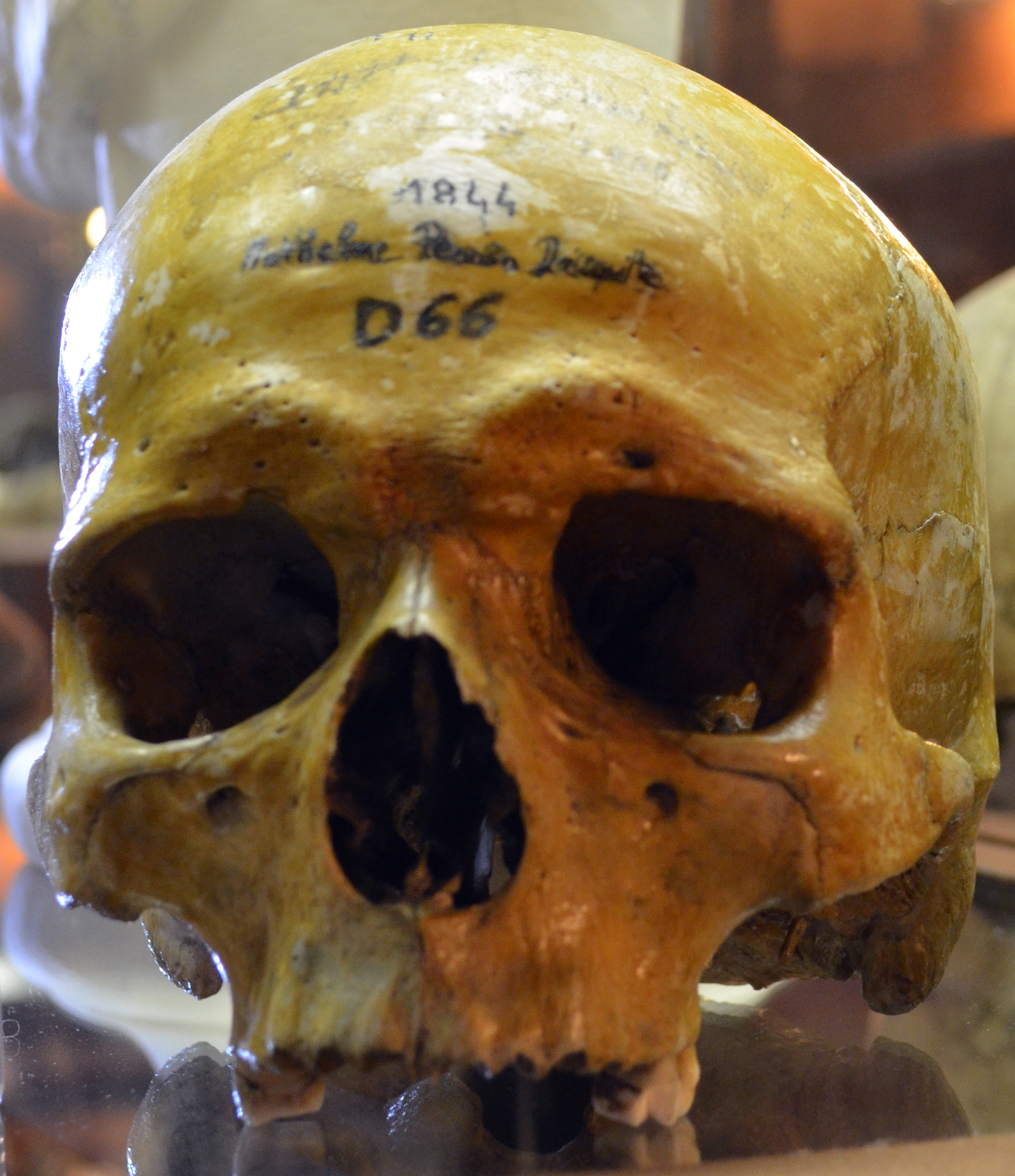
Augenbrauenbögen, getrennt durch die Glabella, bei einem Mann aus dem 19. Jahrhundert

## Belege
1. ↑  Friedemann Schrenk: Die Frühzeit des Menschen. Der Weg zum Homo sapiens. C. H. Beck, 5., vollständig neubearbeitete und ergänzte Auflage, München 2008, S. 93 (C.H.Beck Wissen), ISBN 978-3-406-57703-1.
2. ↑  Ordean J. Oyen u. a.: Browridge structure and function in extant primates and Neanderthals. In: American Journal of Physical Anthropology. Band 51, Nr. 1, 1979, S. 83–95, doi:10.1002/ajpa.1330510111.
3. ↑  Ordean J. Oyen: Masticatory function and histogenesis of the middle and upper face in chimpanzees (Pan troglodytes). In: Progress in Clinical and Biological Research. Band 101, 1982, 559–568, PMID 7156159, Kurzfassung.
4. ↑  Maria Doria Russell: The supraorbital torus: A most remarkable peculiarity. In: Current Anthropology. Band 26, Nr. 3, 1985, S. 337–360, doi:10.1086/203279.
5. ↑  N. C. Tappen: Studies on the condition and structure of bone of the Saldanha fossil cranium. In: American Journal of Physical Anthropology. Band 50, Nr. 4, 1979, S. 591–603, doi:10.1002/ajpa.1330500410.
6. ↑  Ricardo Miguel Godinho, Penny Spikins und Paul O’Higgins: Supraorbital morphology and social dynamics in human evolution. In: Nature Ecology & Evolution. Band 2, 2018, S. 956–961, doi:10.1038/s41559-018-0528-0.
7. ↑  Humans may have a surprising evolutionary advantage: Expressive eyebrows. Auf: popsci.com vom 10. April 2018, zuletzt abgerufen am 19. März 2022.
8. ↑  Operative Feminisierung des Gesichtes (FFS).